# Numeri Fabi Píctor
Numeri Fabi Píctor (en llatí: Numeri Fabius Pictor) va ser un magistrat romà. Era fill del pintor Gai Fabi i germà del cònsol Gai Fabi Píctor, i formava part de la família dels Fabi Píctor, una branca de la gens Fàbia iniciada pel seu pare.
Va ser cònsol l'any 266 aC amb Dècim Juni Pera i va obtenir dos triomfs en aquest any junt amb el seu col·lega, la primera vegada sobre els sarsinats i la segona sobre els sal·lentins i els messapis. Probablement va ser Numeri, i no el seu germà Gai, un dels tres ambaixadors enviats pel senat a Ptolemeu II Filadelf l'any 276 aC. Ciceró diu que va escriure uns Annals en grec, on relatava el somni d'Eneas que li ordenava marxar de Troia davant la imminent caiguda de la ciutat. Vossius, l'historiador holandès, considera que potser l'autor d'aquests Annals era un fill de Numeri.